# Thomas Steg

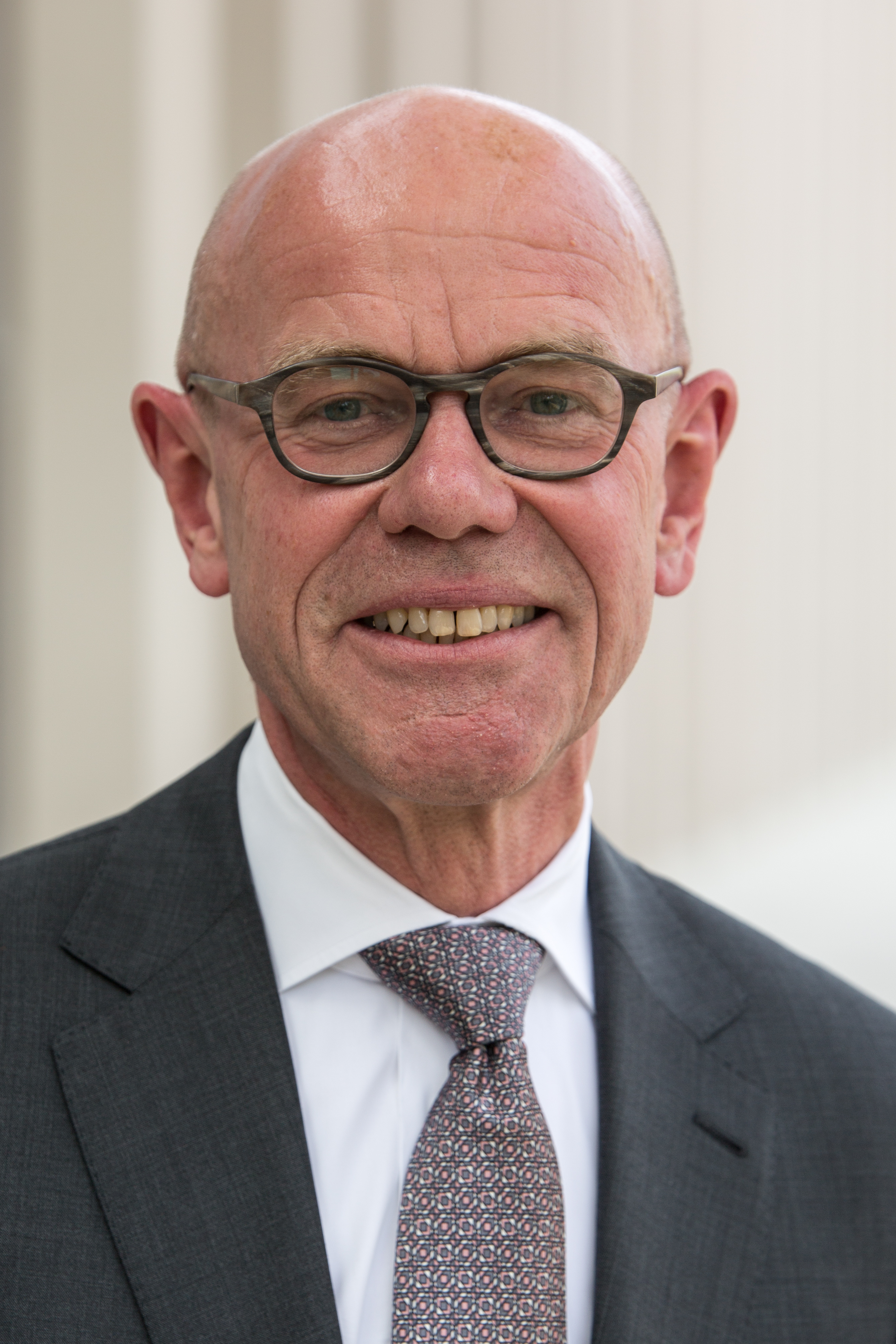
Thomas Steg, 2018

Thomas Steg (* 6. Mai 1960 in Braunschweig) ist ein deutscher Politik- und Kommunikationsberater und Cheflobbyist der Volkswagen AG.

## Leben
Nachdem Steg im Jahr 1979 sein Abitur auf der Gaußschule gemacht hatte, studierte er in den Jahren 1980 bis 1982 Psychologie an der Technischen Universität Braunschweig. Im Jahr 1981 wechselte er an die Universität Hannover zum Studium der Sozialwissenschaften (Diplom 1987, Promotion zum Dr. phil. 1992). Ab 1986 arbeitete er für die Braunschweiger Zeitung, bis er im November 1988 Pressesprecher des Deutschen Gewerkschaftsbundes (DGB) Niedersachsen/Bremen wurde.
Im Jahr 1991 wurde er Pressesprecher im niedersächsischen Sozialministerium. 1995 wurde er Pressesprecher der Niedersächsischen SPD. Im Jahr 1998 bat ihn der damals frisch gewählte Bundeskanzler Gerhard Schröder, stellvertretender Leiter des Kanzleramtes zu werden. Von Oktober 2002 bis zum 31. Oktober 2009 war Steg stellvertretender Sprecher der deutschen Bundesregierung.
Im Juli 2009 ließ sich Steg bis zum 1. Oktober beurlauben, um als Medienberater in das Wahlkampfteam des SPD-Kanzlerkandidaten Frank-Walter Steinmeier zu wechseln. Das Amt des stellvertretenden Regierungssprechers übernahm in dieser Zeit Klaus Vater, zuvor Sprecher von Gesundheitsministerin Ulla Schmidt. Vom 1. Oktober bis zum 31. Oktober kehrte Steg in sein Amt zurück, obwohl sich nach der Bundestagswahl 2009 abzeichnete, dass er dieses in der 2009 beginnenden 17. Legislaturperiode (schwarz-gelbe Koalition) nicht behalten würde. Am 31. Oktober 2009 schied er aus dem Dienst aus.
Steg gründete danach die „STEG Kommunikation und Beratung GmbH“ und arbeitet seitdem als freier Politik- und Kommunikationsberater. Seit Februar 2012 ist er Generalbevollmächtigter für Außen- und Regierungsbeziehungen der Volkswagen AG.
Anfang des Jahres 2016, wenige Monate nach Beginn der Abgasaffäre, wurde die von Steg geleitete Einheit „Außen- und Regierungsbeziehungen“ bei VW zum eigenständigen Bereich im Ressort von Vorstandschef Müller aufgewertet; Steg berichtete direkt an Müller. Seit April Im Jahr 2018 berichtet Steg an den Nachfolger von Müller im Amt des Vorstandsvorsitzenden des Volkswagen-Konzerns, Herbert Diess.
Wegen umstrittener Abgastests, die im Auftrag der Europäischen Forschungsvereinigung für Umwelt und Gesundheit im Transportsektor (EUGT) an Affen durchgeführt wurden, beurlaubte Volkswagen ihn am 30. Januar 2018. Nach Abschluss einer internen Sonderprüfung nahm Steg seine Funktion im Juni 2018 wieder auf.
Steg ist verheiratet und hat zwei Kinder.

## Veröffentlichungen
- Redakteure und Rationalisierung. Betriebliche Strategien bei der Einführung rechnergesteuerter Redaktionssysteme in Tageszeitungsredaktionen. Eine Fallstudie in drei norddeutschen Zeitungsverlagen. Haag und Herchen, Frankfurt am Main 1992, ISBN 3-89228-815-1.